# 直通運行
（或稱直通運輸），源自日語「／ Chokutsū unten」一詞，是指不同鐵路業者或鐵道路線的列车行驶到其他鐵道路線上的一种运行方式，多为客运列车所採用。直通运行的方式让乘客得以减少换乘次数、提高客运效率；虽然直通的线路名义上仍然是多条线路，但是個別列车的运营里程会增加。

## 概要
直通運轉主要存在於鐵路中。目的主要是为了解决在头尾相接线路中乘客需要在相接站点换乘的问题。透過直通运行，乘客可以免去下车等待的时间，提高了通勤的效率；而擁有不同的鐵路線相接的车站也减少了乘客在站内轉乘的客流压力。但同時亦有可能因兩線之號誌、供電、限界、通行方向、軌距等系統規格不同而提升整合及營運的複雜程度。

## 各地實施情况

### 日本

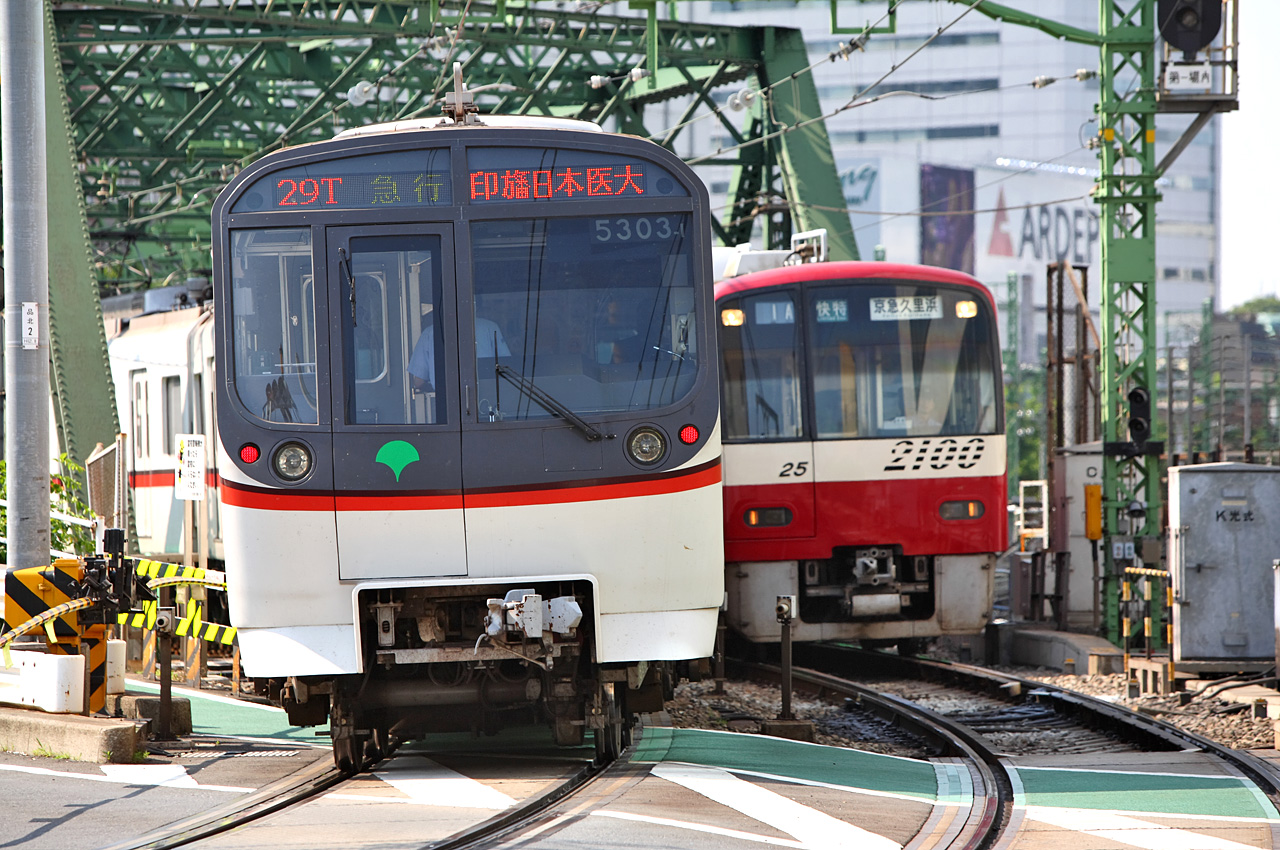
東京許多都市鐵道路線均有直通運行服務。圖片為相互直通運行的京急機場線與都營淺草線列車

日本因擁有規模龐大、且路線相接的公營與私營鐵道路網，從而產生出許多直通運行服務。日本最早的直通運行服務，為1904年東武龜戶線通車後，從龜戶站至總武鐵道線（今JR總武本線）兩國橋站（今兩國站）間互通，該服務在1910年廢止。目前直通运行在日本各家铁路業者之间十分普遍，例如名古屋市营地下铁的上饭田线只有两站，全线只有0.8公里，但是该线的大部分列车都和名古屋铁道的通勤铁路小牧线互通运行，而小牧线全长20.6公里从名古屋经春日井市、小牧市最终到达犬山市；东京的都营淺草線押上-泉岳寺段，连接了两端的京成押上线以及京急本線，使得联络东京市中心及东京两大联外机场（羽田、成田）的列车得以开行，其沿线更是串连了三家以上的铁路业者。
目前日本最大的直通運行系統為東京的地下鐵系統，13條路線中就有10條實施直通運行，龐大的運輸規模使其成為全世界規模最大的都市鐵路系統。
由於軌距、電壓不同等原因，目前日本除了迷你新幹線以外，其他的新幹線鐵路均無法與其他非新幹線鐵路直通運行。

### 韩国

韓國高鐵路線圖，顯示出部分與既有傳統鐵路直通運行的路段

韩国高铁路线图，显示出部分与既有传统铁路直通运行的路段

在韩国，首尔的首都圈电铁也屬於直通运行的情况，这种直通运行在韓國被称为「运行系统」。比如首都圈电铁3号线是由首尔地铁3号线和一山线直通运行的名字，韩国首都圈电铁的好几条线路都是多条线路直通运行并给予了运行系统的名字。此外，因軌距相同的原因（韓國鐵路的軌距均為1435mm的標準軌），所以韓國高鐵列車可以與韓國傳統鐵路中直通運行。韓國高鐵亦曾有數處路段與既有傳統鐵路直通運行，導致營運速度上的提升困難，直至高速化專用路段完工之後才得以改善。以湖南高速線為例，在湖南高速線完全建好開通以前，所有前往光州方向的韓國高鐵列車，在通過五松站後，均需要先前往大田市的大田操车场，駛入韓國傳統鐵路的湖南線，才可前往光州市，因此速度被限制。直到2015年4月2日湖南高速線開通後，列車無需再駛入湖南線，速度才得到大幅度提升。

### 臺灣
在臺灣，只有日治時期的糖鐵有直通運轉的例子。例如當時新高製糖的新港線會借道北港製糖（東洋製糖）的北港線部分路線，以便行駛大林直通北港的列車。但糖鐵大規模廢線後便不復存在。加之現今台鐵、各個城市的捷運、台灣高鐵三者之間因軌距、供電方式、電壓等各種不同的原因，現今台灣沒有任何跨鐵路業者間的直通運行服務，僅有業者各自路線之間有行駛直通運行的列車班次。

#### 臺北捷運

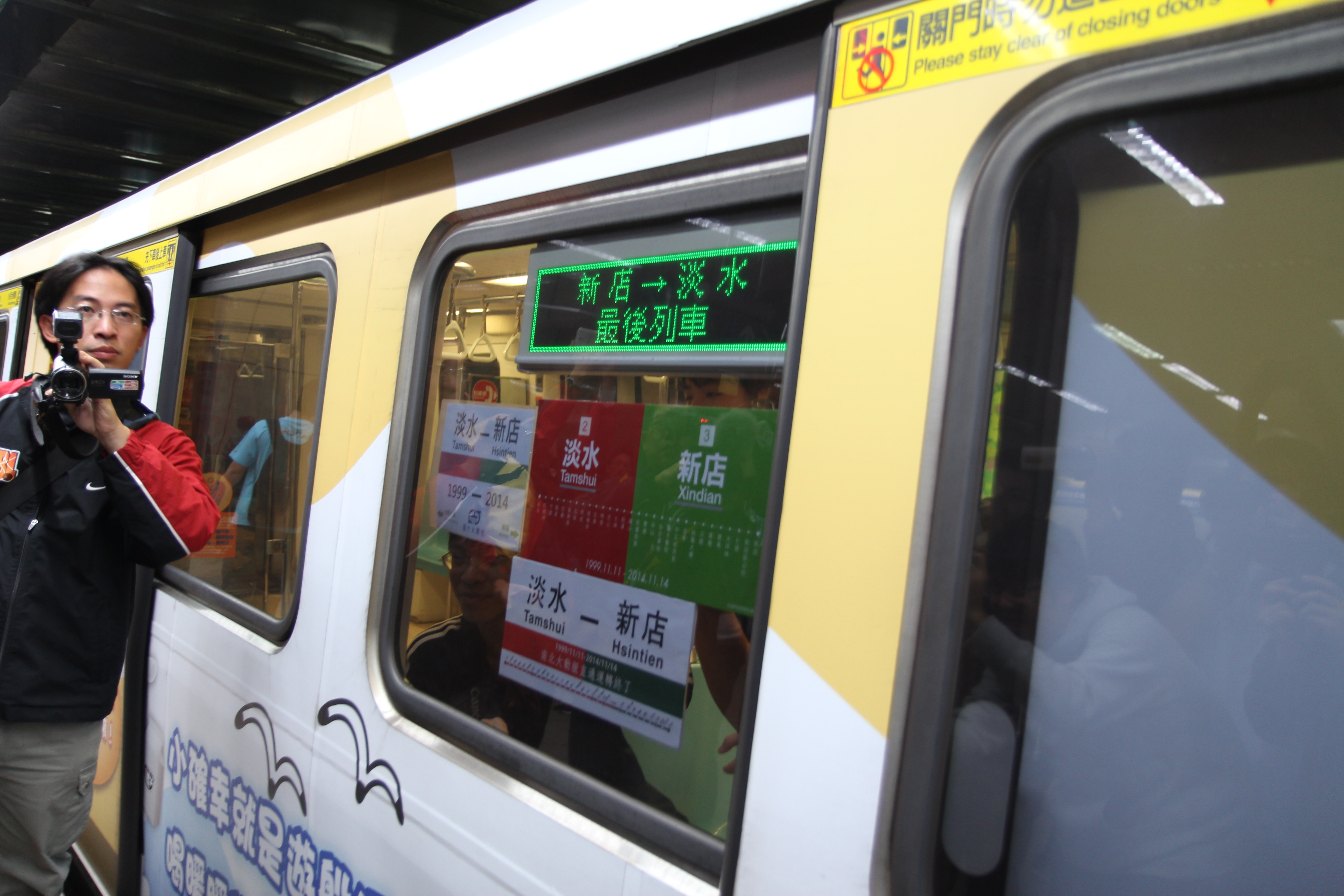
2014年11月15日凌晨開行的臺北捷運「新店→淡水」最終列車

臺北捷運為減少旅客轉乘次數及分散轉乘人潮，初期路線大多採L型設計。但一期路網營運時各路線皆未完全開通，因此有多條不同的路線曾暫時採取直通運行的方式，直到2014年11月二期路網完成才結束。目前臺北捷運已無跨幹線直通運行的營運模式。
- 中和線在中和新蘆線東門以北路段通車前，曾與淡水線採行「淡水／北投—南勢角」模式直通運行。此種運行模式又被暱稱為「淡新中線」。
- 淡水線、新店線在松山線通車前，曾採行「淡水—新店」模式互相直通運行。此種運行模式又被暱稱為「淡水新店線」或「南北大動脈」。[9]

此外，新北投支線曾經試驗與淡水線直通運行，但因噪音問題一天後改回獨立營運區間。

#### 新北捷運
- 淡海輕軌在藍海線一期通車後，與綠山線直通運行，但兩線實際被新北捷運歸類為同一路線。運行模式類似台北捷運中和新蘆線發車模式，採「紅樹林—崁頂」與「紅樹林—淡水漁人碼頭」。

#### 桃園捷運
- 桃園捷運綠線中壢延伸段及航空城支線預計完工後會在中壢車站及高鐵桃園站與機場捷運線銜接，因此有兩線相互直通運行的規劃。

#### 臺鐵
臺鐵的直通運行路線主要分為西部幹線、東部幹線以及支線與幹線之間的大站直通運行，以方便旅客轉乘。
- 西部幹線：縱貫線（含山線及海線）、屏東線

基隆—枋寮區間
- 東部幹線：宜蘭線、北迴線、臺東線、縱貫線

樹林—臺東區間
- 南迴線、屏東線、臺東線、縱貫線

新左營—花蓮區間
- 平溪線、深澳線：兩線經宜蘭線瑞芳—三貂嶺區間，互相直通運行。
- 六家線：進出六家線的列車會經內灣線至新竹到開。
- 集集線：進出集集線的列車部份會經縱貫線至彰化到開，一部份班次會經山線至臺中到開。
- 沙崙線：進出沙崙線的列車會經縱貫線至臺南到開，部分班次延駛至永康、南科、善化、嘉義等站。

### 香港

屯马线运行系统示意图，相关工程全部通车后连接了前马鞍山线和西铁线

目前直通運行在香港並不常見，但有以下几个例子：
- 2021年6月27日開通的屯馬綫，實際上是原馬鞍山綫、西鐵綫和新建的大圍至紅磡段合併而來的綫路。（但全线开通后港铁统一使用“屯马线”命名并按照一条线路运营管理，而并未采用直通运行的概念）
- 港鐵觀塘綫及荃灣綫：當荃灣綫旺角以北段服務受阻，視情況而定，觀塘綫（黃埔方向）列車或會在旺角站過後直接駛入荃灣綫，改以中環為終點站。在某些時候，九龍灣車廠會派出列車由彩虹站2號及3號月台起載，直接以中環站為終點站。
- 港鐵觀塘綫及將軍澳綫：視情況而定，觀塘綫（調景嶺方向）或會在油塘站過後直接駛入將軍澳綫，改以寶琳站為終點站並使用調景嶺站3號月台上落。此外，當將軍澳綫油塘站以東段服務受阻，視情況而定，觀塘綫（調景嶺方向）列車或會在藍田站過後直接駛入藍田站後備行車隧道前往將軍澳綫，改以北角為終點站。

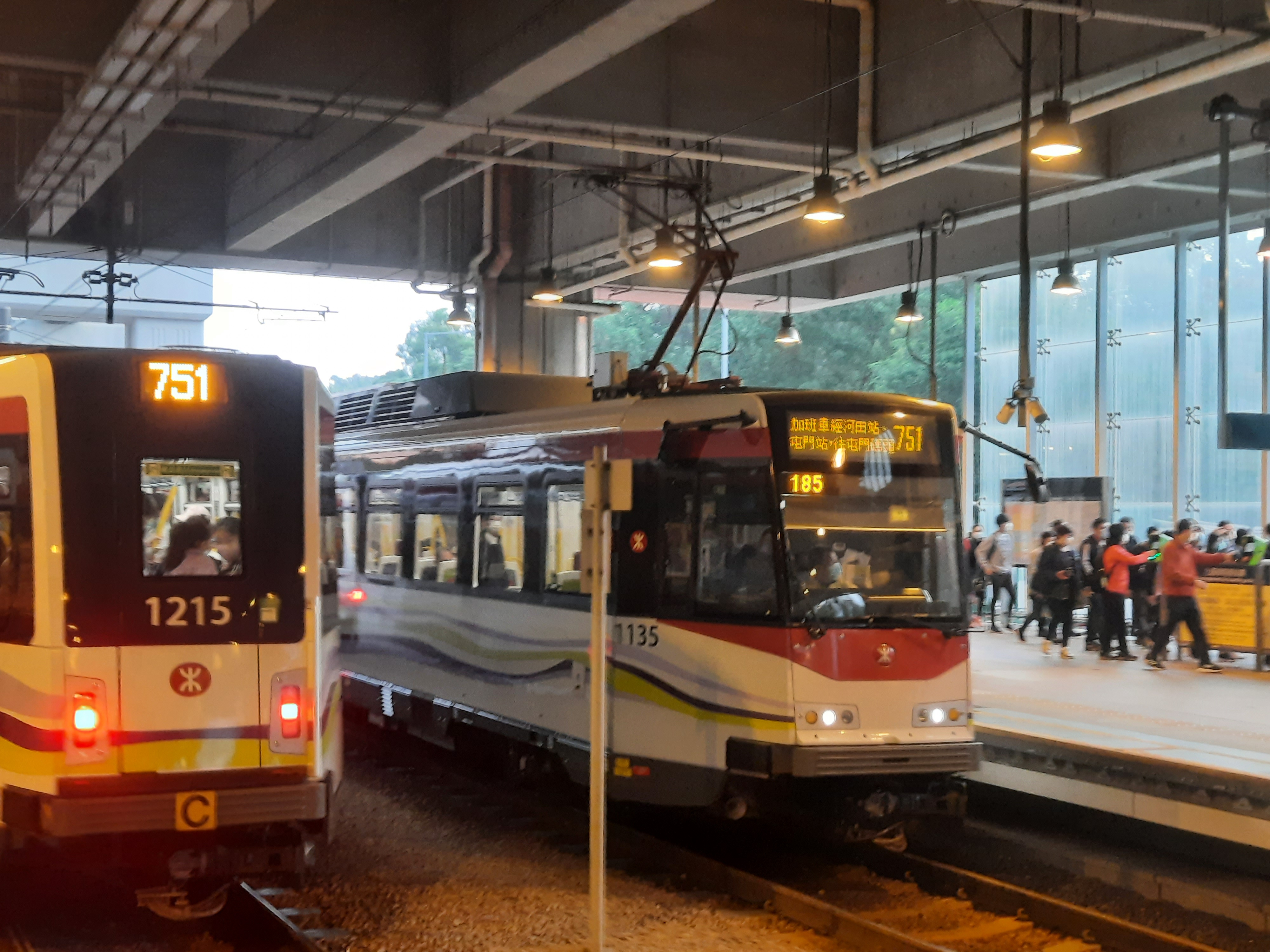
751、507綫直通運行列車

- 輕鐵：由於輕鐵沒有把特定軌道劃分給特定路線的做法，所以在這說的直通運行都是指行駛某路線的車輛在行駛完其路線後接續行駛另外某路線，而不涉及跨系統/軌道。
  - 614P、615P綫：到達屯門碼頭或兆康後，隨即轉換為另一路線繼續行程。此為全港唯一常規直通運行的情況。
  - 505綫特別班次：鳴琴開往屯門碼頭，於屯門站轉換行走為507綫，車序為916。鳴琴開出時間約為平日早上07:40  。
  - 751綫特別班次：天逸開往屯門碼頭，於河田站轉換行走為507綫，車序為485。天逸開出時間為平日早上07:15 。

### 中國大陸

#### 国家铁路

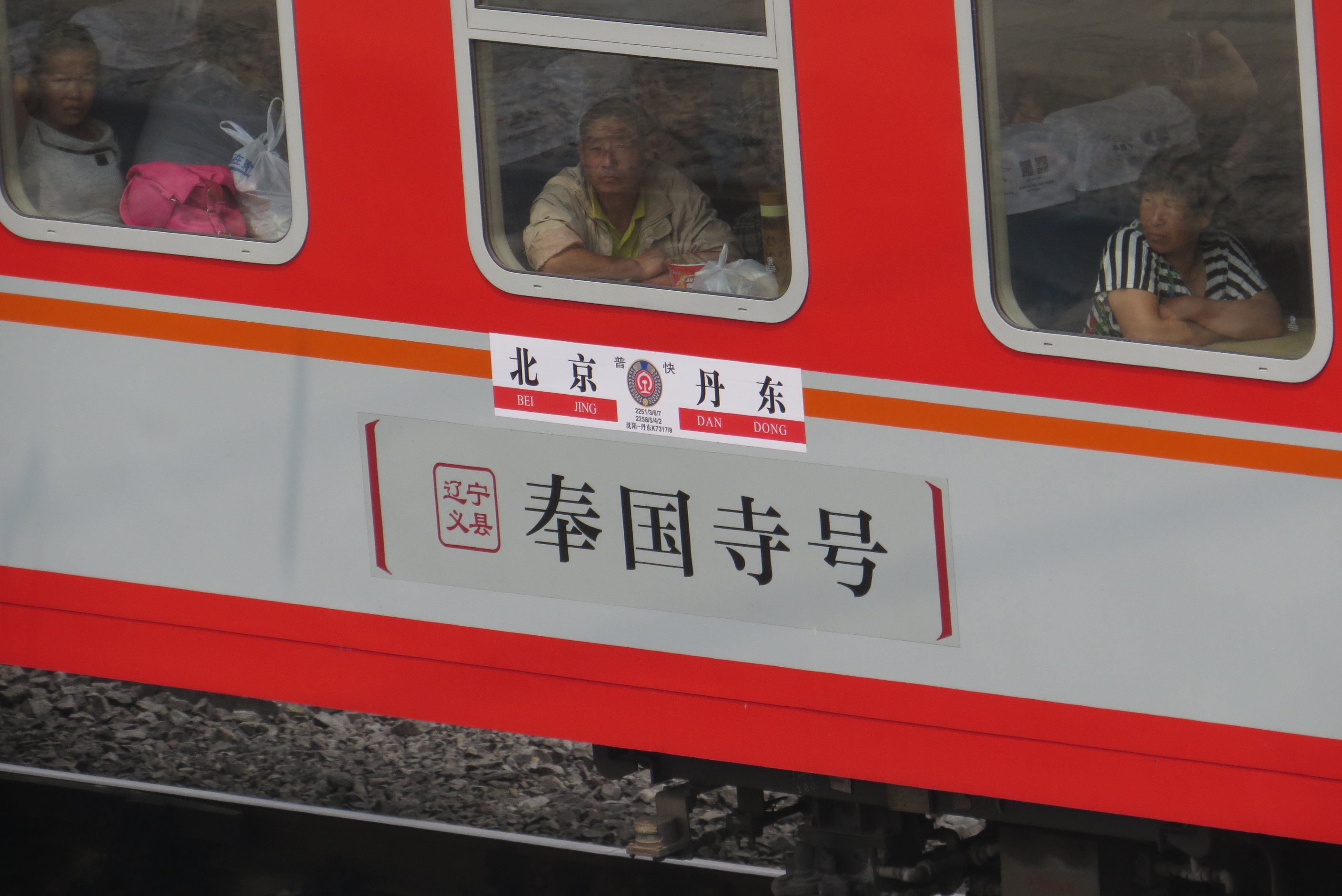
在中国大陸铁路系统中，执行直通运转的跨线车因经由线路的上下行不同而使用复车次，比如图中的北京至丹东的2251/2253/2256/2257、2258/2255/2254/2252次列车，因为中途要跨线经过京承线、锦承线、新义线、高新线、沈山线、沈丹线运行，所以单程需多次切换车次

中国铁路系统采用“直达优先、中转换乘为辅”的旅客输送模式，大量组织开行长距离跨线列车以缩短区域间的时空界限。
在中国大陆的国铁系统中，虽然铁路建设的时候是有正式的线路名称（如京广线、京沪线、陇海线等铁路线名称），媒体报道的时候也是以线路名来称呼，但在实际操作中，中国国铁所运营的客运列车服务一般只强调起点、终点、和车号，并不强调线路名称。所以即便列车在执行贯通运营（又称跨线车）的时候，也较难甄别。其运行的列车又分为直通旅客列车与管内旅客列车。直通旅客列车，是指走行距离跨及两个及其以上铁路局的旅客列车。这些列车一般为中长途列车。而当列车执行直通运营的时候，车次号会变换，有些车次号会变换多次。
此外，因轨距、电压相同的原因，所以中国高铁可以与中国传统铁路（普铁）直通运行。至今，中国高铁依旧有数处高铁路段与既有的传统铁路直通运行，反之亦然。有异于日本不同铁路业者间互相直通运行的状况，这两系统均由中国国家铁路集团运营。
值得一提的是，因號誌、供電、限界、通行方向、安保措施（含实名制）不同等原因，中国大陆除了廣九直通車曾經行走港鐵東鐵綫路段之外，其他的城市軌道交通中几乎没有与中国国铁线路直通运转的案例。但在中國大陸地方城市中的城市轨道交通也有實行贯通運行型態的情況：

#### 深圳
深圳地铁的2号线和8号线採用直通运行模式，來往赤灣站 ↔ 小梅沙站（未來終點站為溪涌站）。其中，赤灣站↔蓮塘站一段屬於2號線，蓮塘站↔ 小梅沙站（未來為溪涌站）屬於8号线。蓮塘站屬2號線與8号线的「分界」站，乘客無須在2號線蓮塘站落車即可前往8号线車站。有異於日本不同铁路業者間互相直通運行的狀況，这两条线路均由深圳地铁集团运营。
另外，深圳地铁6号线支线也有计划与东莞轨道交通1号线贯通运营，未来32号线开通后也将与8号线贯通运营。

#### 广州
广州地铁3号线，本线（机场北站 ↔ 海傍站）和支线（天河客运站 ↔ 体育西路站）目前执行贯通运营，即有天河客运站 ↔ 海傍站的列车直通运营。不过根据广州地铁的计划，随着广州地铁10号线的建成，3号线支线将被拆分给10号线，届时3号线不再开行以上路段。两线未来将会在新修建的天河路站（工程名）换乘。
广清城际铁路（清城-花都）与广州东环城际铁路（花都-白云机场北）目前执行贯通运营，但需於花都站进行折角作业。
广肇城际至佛山西站后与广佛南环共线，至番禺站后与广惠城际贯通连接，现时也有开通广肇肇庆站与广惠小金口站的贯通列车班次。

#### 北京

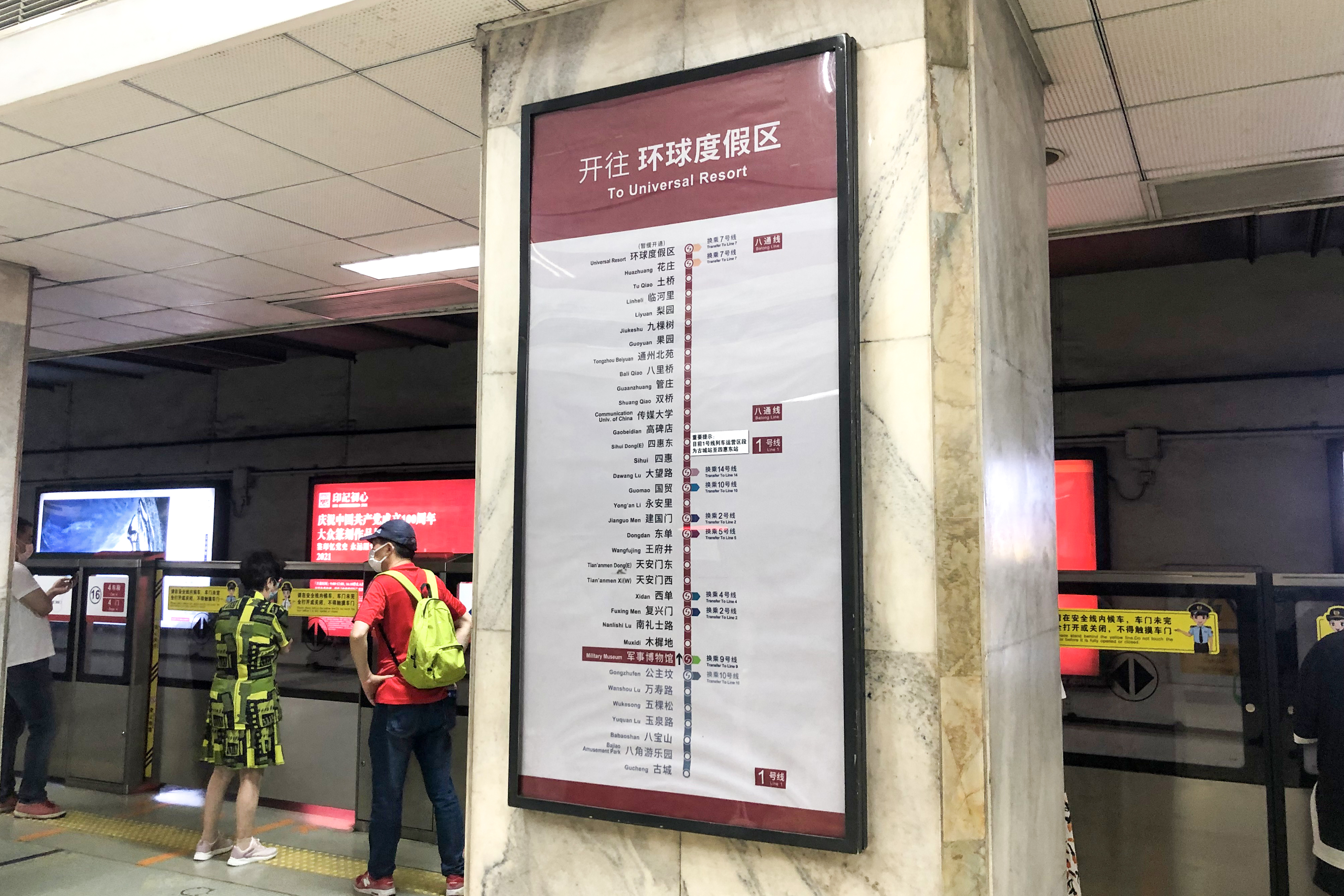
军事博物馆站在2021年7月悬挂的以环球度假区站为终点的1號線线路图，其中“八通线”的图标仍然保留

北京地铁的4号线和大兴线采取贯通运行制度，大部分列车会驶入对方轨道中并驶完全程，同样有異於日本不同铁路業者間互相直通運行的狀況，这两条线路均由北京京港地铁有限公司运营。
北京地鐵1号线与八通线贯通运营工程于2020年6月12日获批，2021年8月29日实现贯通运营。而在2021年7月更换的北京地鐵1號線新线路图上，依然保留了“八通线”的名称。这两条线路均由北京地铁运营二分公司运营。
同样由运营二分公司运营的北京地铁房山线与9号线自2023年1月18日起逢工作日通过郭公庄站联络线跨线运营。这两条线路均由北京地铁运营二分公司运营，但因两线车辆运营速度不同，目前仅限房山线列车经郭公庄站跨线至9号线运营，再折返至9号线郭公庄车辆段，且仅限工作日早高峰进城方向、工作日晚高峰出城方向各开行10班跨线列车。远期房山线还会与燕房线直通运营。
北京地铁大兴机场线預定會與雄安轨道交通R1线直通運行。
此外，以下线路也有跨线运营计划：8号线与昌平线、亦庄线与5号线（远期：亦庄线与10号线）、19号线与市郊东北环线。

#### 昆明
昆明地铁的1号线与2号线在初期阶段贯通运营，日后继续建设时将分拆为两条线路。

#### 南京
- 南京地铁1号线与西延线（原1号线组成部分，现10号线）、南延线（后来新建部分）分别贯通运营，但是10号线开通后，西延线拆分给10号线，不再贯通运营[25]。
- 南京地铁S7号线通车后，部分S1号线列车会在高峰时段进入S7号线贯通运营；贯通车次曾一度取消，但又于2021年6月底恢复。

#### 杭州与绍兴
- 杭州地铁6号线与杭富城际铁路采用不同名义建设、贯通运行，但在通车前已统一命名为杭州地铁6号线。两线均由杭州地铁集团运营。
- 绍兴轨道交通1号线与杭绍城际铁路采用不同名义建设、贯通运行，但杭绍城际铁路在通车前被命名为绍兴轨道交通1号线（柯桥段），因此同样可视作同一条线路。两线均由绍兴京越地铁有限公司运营。

#### 宁波
- 宁波轨道交通3号线一期与宁波至奉化城际铁路采用不同名义建设，宁奉城际铁路首通段开通时称“鄞奉线”，与3号线一期贯通运行，但宁奉城际铁路后通段建成后车站所属线路均命名为“3号线（鄞奉段）”。两线均由宁波轨道交通集团运营。
- 宁波轨道交通3号线二期因庄桥机场迁建问题无法与一期贯通，因而现阶段与5号线贯通运行，待机场搬迁完成后再行拆分。

#### 金华
金华轨道交通金义东线的金义段和义东段原则上单一线段运营，同时每日安排两班大站快车，来往金华站和明清宫站。

#### 郑州
郑州地铁的2号线与城郊线目前采用贯通运营的模式，部分2号线列车会驶入城郊线轨道贯通运营。根据规划，9号线二期工程通车后，城郊线将成为9号线的一部分，不再与2号线贯通运营。

#### 济南
津浦铁路因与膠濟鐵路分属不同的运营机构，在建设济南段时没有与胶济铁路接轨，还另外设置了新的济南站。1911年起，两线的运营机构达成了协议，在津浦铁路济南站和胶济铁路济南站之间增加了两条联络线，列车可以来往津浦铁路黄河以南和胶济铁路全线的车站；在随后达成的新协议中，互通的车站范围扩展到了津浦铁路全线，还增加了直通车票和零担货物的互通。在日军占领了华东地区后，两线都由日方的管理机构管理，日本投降至今又都属于中国的铁路部门管辖。

#### 青岛
目前青岛地铁1号线与7号线一期贯通运营，1号线的北行列车在兴国路站会驶入7号线的轨道继续行驶，反之亦然。按照规划，后期7号线二期工程开通后，7号线将不会与1号线贯通运营，1号线北端终点站将改为兴国路，但仍会保留开行早晚高峰的贯通运行列车。

#### 重庆

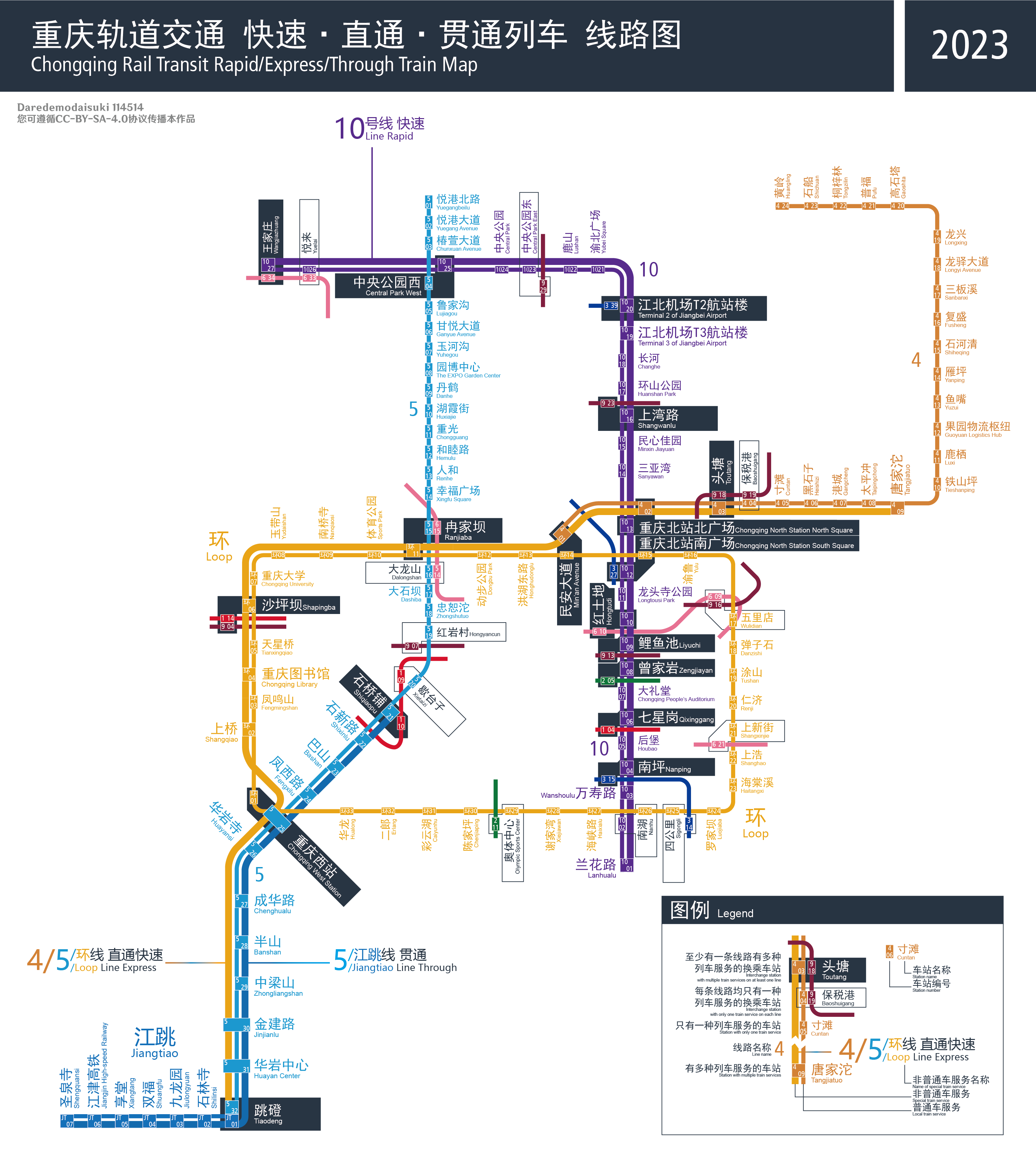
重庆轨道交通快速及直快列车线路示意图

重庆地铁的直通运转非常普遍。重庆轨道交通的4号线、5号线、9号线、10号线、环线和江跳线均装备中国铁路通信信号CBTC信号系统，使得理论上上述线路之间均可实现直通运转。目前有4号线唐家沱站经环线至5号线跳磴站，江跳线圣泉寺站与5号线石桥铺站区间实现了直通运转。此外空港线观月路站与3号线四公里站区间存在少量不公布时刻表的贯通车次。
目前重庆轨道交通4号线与环线在民安大道站设联络线。2020年9月18日起正式投入运营的重庆轨道交通直快列车由4号线唐家沱站始发，越行部分站点并在民安大道站由两线的联络线至环线，越行部分站点至环线终点站重庆图书馆站，实现4号线和环线直通。2021年12月28日起，重庆轨道交通开行跳磴经由5号线、环线、4号线至唐家沱站的三线直通运转的直快列车。2023年11月30日起，重庆轨道交通开行石桥铺站经由5号线、江跳线至圣泉寺站的两线直通。

#### 成都
成都地铁的17号线与19号线在初期阶段曾以17号线的名义贯通运营，至2023年9月22日拆分为两条线路。
目前，19号线有将近一大半列车班次贯通至18号线的三岔至天府机场北段，并开行机场直达列车，一站直达来往于双流机场2航站楼东和天府机场1号2号航站楼。

#### 西安
西安机场城际铁路原由陕西城际铁路有限责任公司经营，并计划与西安地铁运营的西安地铁14号线贯通。但在后者开通前的2021年1月1日，前者移交给西安地铁运营。后者开通时两线被统一命名成西安地铁14号线。

#### 大连
大连地铁13号线一期与3号线支线贯通运营，开行“普兰店振兴街-开发区”交路，两线范围以九里为分界，使用13号线列车开行。
未来13号线二期建成后，九里站将成为3号线支线及13号线的换乘车站，两线将不再贯通运营。

#### 苏州

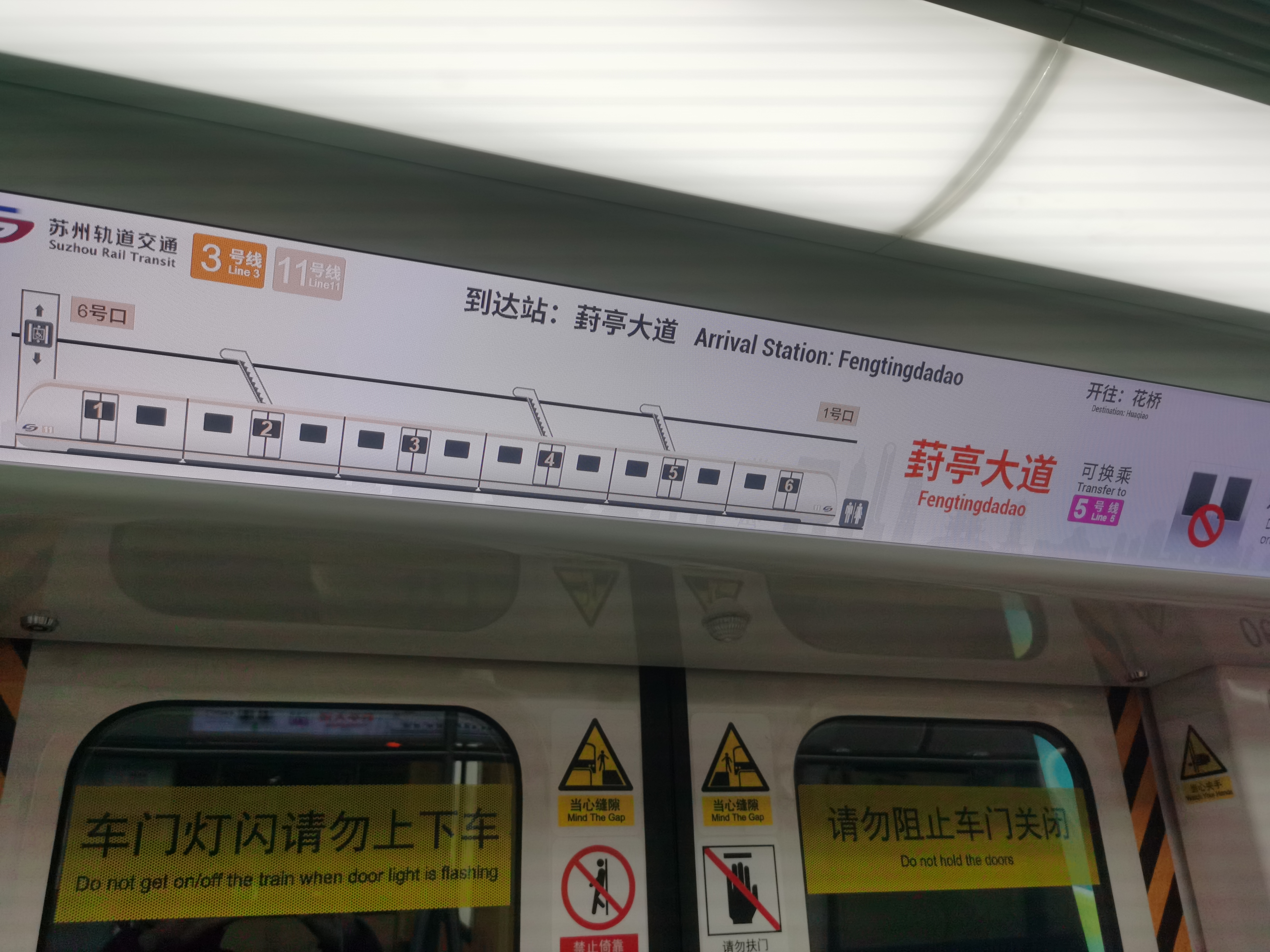
与3号线贯通运营的11号线列车内的显示屏（现参与贯通运营的车辆还会增加3号线标志）

2023年12月23日，11号线与3号线实现贯通运营，先期贯通至金厍桥站，后于2024年4月27日扩展至横山站，最终于同年6月29日完成全线贯通改造，全面贯通运营。
由于两线路GoA标准不一，列车在唯亭站站前经由联络线驶入驶出3号线站台，而原11号线站台则停用；同时3号线保留小交路列车驶至葑亭大道站作为终点站，及11号线保留共青-花桥站大站快车。

#### 天津
市域津静线自9月28日开通之日起，就安排与天津地铁5号线之间开行跨线车。

#### 无锡
无锡地铁S1线自开通以来，便与1号线贯通运行。

### 英國
倫敦的橫貫鐵路或伊利沙伯線由原有倫敦西部帕丁頓站與雷丁站之間的國鐵路段、倫敦東部利物浦街站與仙非爾車站的國鐵路段、和穿越倫敦市中心的地底路段組合而成。

### 美国
大都会北方铁路纽黑文线有部分列车会直通运转到东岸线上。
纽约地铁分为服务路线和实际路线，并非是以独立线路在独立区间运行的因素进行运输的。由于不同线路所属路段的系统不同，大多数线路采取跨线运营。

### 德國
卡爾斯魯爾和海爾布隆的市區輕軌路網與通勤鐵路路網S-Bahn直通運轉，統稱（Stadtbahn）。市區輕軌路段由卡爾斯魯爾大眾運輸公司AVG負責，郊區通勤鐵路路段則由德國鐵路經營。

### 奧地利
格蒙登的路面電車與奧地利聯邦鐵路格蒙登－福爾希多夫鐵路直通運轉。

## 未能實行或暂未实行的例子

### 日本
- 大阪地鐵堺筋線在建設時曾計畫和南海本線在天下茶屋站对接，經天神橋筋六丁目站一直运转至阪急千里線，但由于南海和阪急兩条线路軌距、供電電壓等其他问题只能二选一。最終堺筋線跟隨千里線規格興建並直通运行，而换乘南海本線的乘客則需要通过上下轉乘才能换乘堺筋線[34]。
- 西九州新干线曾构想使用轨距可变列车直通至博多站，但因轨道兼容性问题导致计划流产。

### 中國大陸
- 上海地铁的5号线在莘庄站和1号线对接，该站在两条线路中虽然都是起讫站点，但是在规划中是同一条线路，称为R1，因此理论上可以直通运转。不过由于车站的设计以及两条线路编组、信号系统、列车宽度、最小曲线半径等其他问题，使得两条线路实际上不能直通运行，这样导致所有乘客经过此站終點站都必须换乘，使得莘庄站每年高峰都必须要使用限流措施。[35]
- 广州地铁14号线和21号线在镇龙站设置了联络线，方便列车经由14号线知识城支线直通前往21号线增城广场方向，以及经由21号线天河公园方向直通前往14号线知识城支线新和、嘉禾望岗方向。两线都使用同批次型号的6节B型编组列车，且信号系统相同，满足直通运营条件，同时在开通初期更有部分21号线列车借调给14号线运营，14号线自2024年起亦有将部分列车借调给21号线运营，但是实际上14号线和21号线从未曾开行过任何载客跨线直通班次。
- 广州地铁22号线于规划阶段，计划和18号线番禺广场-万顷沙段贯通运营，在番禺广场站设置了联络线，方便列车经由22号线直通前往18号线万顷沙方向，以及经由18号线冼村方向（未来广州东站方向）直通前往22号线陳頭崗方向（未来芳村方向）。两线都使用同批次型号的8节D型编组列车，且信号系统相同，满足直通运营条件，同时两线列车统一调度，所有列车均有机会不定期在18号线或22号线行驶。但是18号线和22号线開通至今维持单独分開运营，未有实施当初的贯通运营计划。